# Карамзин, Владимир Николаевич
Владимир Николаевич Карамзин (1819, Царское Село — 1879, Курская губерния) — русский государственный деятель, тайный советник, сенатор.

## Биография
Младший сын историка и поэта Н. М. Карамзина от второго его брака с Е. А. Колывановой, крестник родного дяди поэта П. А. Вяземского, родился 5 (17) июня 1819 года в Царском Селе. Получил домашнее воспитание. В отличие от братьев, избравших военную карьеру, в 1836 году поступил на юридический факультет Императорского Санкт-Петербургского университета, который окончил кандидатом в 1839 году. В августе 1839 года начал службу во Втором отделении Собственной Его Императорского Величества канцелярии. В декабре 1848 года перешёл на службу в Министерство юстиции. 
Во время Крымской войны по собственному желанию отправился в Крым с запасом лекарств для оказания помощи раненым и больным. В 1854 году при созыве Государственного ополчения Санкт-Петербургской губернии записался в него одним из первых, был произведён в чин капитана и служил в Ямбургской дружине ополчения ротным командиром. За «усердную службу» в ополчении в сентябре 1855 года был пожалован орденом Св. Станислава 2-й степени с императорской короной. 
По окончании войны служил в Сенате и участвовал в подготовке и проведении реформ Александра II. Принимал участие в разработке судебной реформы 1864 года, служил в новых судебных учреждениях. Был активным членом «консервативной аристократической оппозиции» и входил в число соучредителей нового дворянского банка – Общества взаимного поземельного кредита.
С 19 сентября 1861 года — действительный статский советник, с 11 июля 1868 года — тайный советник, с одновременным назначением сенатором; сначала был в Уголовном кассационном департаменте, в 1871 году перешёл во 2-е отделение 5-го департамента и в 1872 году — в 1-й департамент. Был награждён орденами Св. Станислава 1-й ст. (1866), Св. Анны 1-й ст. с императорской короной (1870) и Св. Владимира 2-й ст. (1876).
Проживал в Петербурге в доме на Мойке, на углу Почтамтского переулка. В салоне своей матери общался с Пушкиным, был знаком с М. Ю. Лермонтовым и А. К. Толстым. Помогал историку М. П. Погодину в сборе материала для биографии Н. М. Карамзина, работа над которой длилась почти 20 лет. В 1867 году он передал в дар Карамзинской библиотеке два портрета своего отца (работы  А. Г. Варнека и А. Г. Венецианова) и часть рабочей его библиотеки. 
По отзыву современников, Карамзин был чистокровный аристократ и джентльмен, поражавшей своей непомерной гордостью. Он был чрезвычайно красив и, когда хотел, обаятельно мил. Сам по себе он представлял оригинальный тип великосветского самодура или пресыщенного барина. Многое в нём было отчасти напускное, он скучал от полнейшего безделья и слишком пресытился всем, а нового не умел придумать. По жизни он легко всем увлекался и, приезжая каждое лето в своё имение Ивня, непременно привозил с собою новую причуду или новое увлечение. Так, например, одно лето он увлекался фотографией, усердно занимаясь ею, на следующее лето он пристрастился к музыке и привез из Петербурга учителя, у которого брал уроки, терпеливо просиживая у рояля по два, по три часа. На третий год он перенёс свое увлечение на скотный двор и выписал коров и быков из Швейцарии. К концу лета ему всё надоедало, он начинал тосковать и уезжал в Петербург скучающим барином.
Скончался от разрыва сердца 27 августа (8 сентября) 1879 года в своём имении в селе Ивне, где и был похоронен (могила не сохранилась). На завещанные им деньги близ Симбирска была построена больница для душевнобольных (ныне Ульяновская областная клиническая психиатрическая больница). Так как брак Карамзина был бездетным, то Ивня перешла по наследству к племяннику его жены графу К. П. Клейнмихелю.

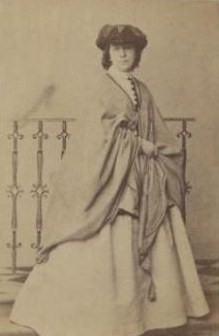
Александра Ильинична, жена

## Семья
Жена (с 19 апреля 1844 года) — баронесса Александра Ильинична Дука (12.08.1820—08.09.1871), фрейлина двора (05.12.1837), дочь генерала И. М. Дуки и сестра по матери графини Клеопатры Клейнмихель. «Владимир Карамзин женится на Дуке, — писал князь П. А. Вяземский, —  милой и образованной невесте, которая между прочими похвальными свойствами имеет около 200 тысяч годового дохода». Венчание было в Петербурге и посажёным отцом был Николай I. Принесла мужу в приданое обширные имения в Курской губернии в с. Макаровка и в с. Ивня. По воспоминания современницы, Карамзина «была не красавица, но чрезвычайно привлекательной наружности, все в ней было изящно и аристократично. Большую часть жизни своей после замужества она болела сильнейшими головными болями, от которых не могли вылечить её ни купанья во всех морях Европы, ни воды всевозможных курортов целого света, которые она ежегодно посещала». Скончалась после долгой болезни и «последние часы её были ужасны: она кричала, не переставая, вскрытие показало, что все мускулы были поражены раком, так что одна рука держалась на ниточке». Похоронена на кладбище Александро-Невской лавры.